# Valery Larbaud

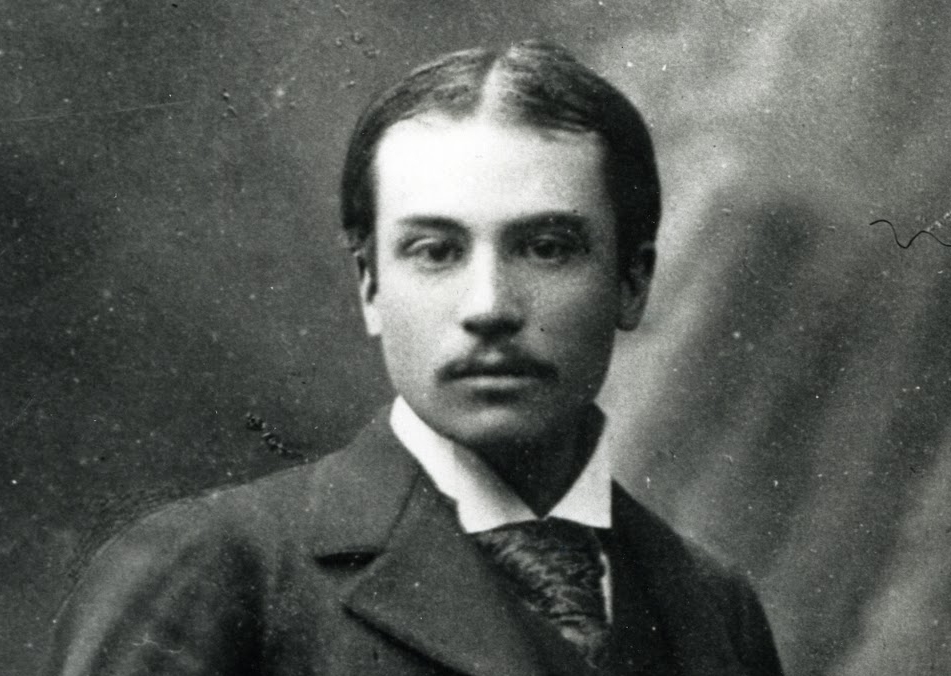
Valery Larbaud runt sekelskiftet år 1900.

Valery Larbaud, född 29 augusti 1881 i Vichy, död där 2 februari 1957, var en fransk författare och översättare.

## Biografi
Valery Larbaud föddes i Vichy som enda barn till en apotekare. Hans far dog då Larbaud var 8 år och han växte upp med sin mor och moster. Hans far hade varit ägare till Vichy Saint-Yorre mineralvattenkälla och familjeförmögenheten gav honom möjlighet att resa runt i Europa. Han studerade filologi vid Sorbonne och genomförde som ung många resor, bland annat till Ryssland, Turkiet och England.
Han behärskade sex språk, bland annat engelska, italienska och spanska. I Frankrike hjälpte han till att översätta och popularisera Samuel Taylor Coleridge, Walt Whitman, Samuel Butler och James Joyce vars roman Ulysses översattes av Auguste Morel (1924-1929) under Larbauds överseende.
År 1937 tillhörde Larbaud grundarna av Académie Mallarmé. De sista 20 åren av sitt liv var han invalid till följd av en hjärnblödning.

### Svenska översättningar
- Last eller dygd: två essayer (översättning Carl Olof Nyman, Sällskapet Bokvännerna, 1956) [Innehåll: Läsning, last eller dygd? ; Läsningen, denna oskyldiga last]